# Rob Byrnes
Rob Byrnes (* 8. Dezember 1958 in Rochester, New York) ist ein US-amerikanischer Autor.
Byrnes wuchs in Rochester auf. Nach seiner Schulausbildung studierte Byrnes am Union College Schenectady im Bundesstaat New York, wo er seinen Abschluss erhielt. Byrnes war danach in der Politik und in der Verwaltung beruflich tätig. Während seiner Zeit als Mitarbeiter für zwei Abgeordnete der New York State Assembly kandidierte er 1981 und 1986 als Kandidat für den Monroe County im Bundesstaat New York.
1996 zog Byrnes nach Manhattan, wo er im non-for-profit Geschäftsfeld tätig ist. Des Weiteren schreibt Byrnes als Autor im LGBT-Bereich. Er veröffentlichte die Romane The Night We Met, Trust Fund Boys, die Kurzgeschichte Strange Bedfellows und 2006 den Roman When The Stars Come Out, für den er den Lambda Literary Award erhielt.

## Werke (Auswahl)
- Strange Bedfellows. Kurzgeschichte. 2000, ISBN 0-7388-3890-X.
- The Night We Met. Roman. 2002, ISBN 0-7582-0193-1.
- Trust Fund Boys. Roman. 2004, ISBN 0-7582-0544-9.
- When The Stars Come Out. Roman. 2006, ISBN 0-7582-1324-7. (erhielt den Lambda Literary Award)